# St. Louis Blues: Solo Piano
St. Louis Blues: Solo Piano (Alternativtitel St. Louis Blues (Solo Piano Vol. 2)) ist ein Jazzalbum von Sun Ra. Die am 3. Juli 1977 entstandenen Aufnahmen erschienen 1978 als Langspielplatte, 1992 in Italien und 2004 in Japan als Compact Disc auf dem Label Improvising Artists Inc. 2018 wurden die Aufnahmen leicht überarbeitet als Download wiederveröffentlicht.

## Hintergrund
Sun Ra spielte auf seinem Soloalbum St. Louis Blues: Solo Piano ein Programm von eigenen Stücken und drei Tin-Pan-Alley-Standards, „St. Louis Blues“ (W. C. Handy), „Three Little Words“ (von Bert Kalmar und Harry Ruby) und „Honeysuckle Rose“ von Fats Waller. Es war (nach dem Studioalbum Solo Piano, Vol. 1) das zweite von zwei Soloklavieralben, die Ra Ende der 1970er Jahre auf Paul Bleys Label Improvising Artists Inc. veröffentlichte.
1996 erschien auf IAI ein Videoband (im VHS-Format) des Konzerts, das live mit mehreren Kameras aufgezeichnet worden war. Während der Aufführung wurde der Kamerastream mit angewandter Videosynthese zur Betrachtung durch das Clubpublikum projiziert. Auf der VHS-Edition wurde der Titel des Eröffnungsalbums „Ohosnisixaeht“ durch eine Live-Version von „Sometimes I Feel Like a Motherless Child“ ersetzt. Bei der digitalen Veröffentlichung 2018 (die exklusiv bei Bandcamp als Download erschien) wurde die Reaktion des Publikums vor und nach jedem Track weggelassen.

## Titelliste
- Sun Ra: St. Louis Blues: Solo Piano (Improvising Artists Inc. 37.38.58, Improvising Artists Inc. 123858)[1]

1. Ohosnisixaeht 5:50
2. St. Louis Blues 5:00 (W. C. Handy)
3. Three Little Words 5:40 (Kalmar-Ruby)
4. Honeysuckle Rose 3:20 (Waller-Razaf)
5. Sky and Sun 6:05
6. I am We are I 6:15
7. Thoughts on Thoth 6:27

Wenn nicht anders vermerkt, stammen die Kompositionen von Sun Ra.

## Rezeption
Nach Ansicht von Richard Cook und Brian Morton, die das Album in The Penguin Guide to Jazz mit vier Sternen auszeichneten, sei die zweite Folge von Ras Solo-Alben für Paul Bleys Label die bessere Wahl; sein Spiel zwei Monate später sei straffer und dynamischer. Auch wenn sich diese Stücke, wie auch die von Monorails and Satellites (1973) beim ersten Hören als seriös und konventionell darstellten, würden „sich mit jeder nachfolgenden Belichtung Schichten der Mehrdeutigkeit aufdecken“. Es gebe auch eine größere Konsistenz zwischen den Standards und dem Originalmaterial, und weniger Sinn dafür, „verschiedene stilistische Hüte zu ziehen“.
Scott Yanow verlieh dem Album in Allmusic vier Sterne und schrieb, der zweite Teil der Solo-Klavier-Alben von Sun Ra für das Label Improvising Artists aus dem Jahr 1977 lasse den normalerweise eher abweisend klingenden Keyboarder nicht nur in vier ziemlich zugänglichen Eigenkompositionen graben, sondern auch in „St. Louis Blues“, „Three Little Words“ und „Honeysuckle Rose“. Zu dieser Zeit habe Sun Ra damit begonnen, seine Wurzeln in Fletcher Hendersons Musik und im Swing neu zu erforschen, aber diese gelegentlich traditionellen Interpretationen seien voller Überraschungen. Die Solo-Klavier-Arbeiten von Sun Ra hätten definitiv einen gewissen Charme.